# Молто
Молто — река на полуострове Камчатка. Протекает по территории Быстринского района Камчатского края России.
Длина реки — 13 км. Берёт исток близ безымянной сопки высотой 238,9 м, протекает с юга на север по сильно заболоченной местности. Впадает в Ичу слева на расстоянии 72 км от её устья.
Гидроним предположительно возник от эвенского мо — дрова.
По данным государственного водного реестра России относится к Анадыро-Колымскому бассейновому округу.
- Код водного объекта 19080000212120000030393